# Barton Fink
Barton Fink är en amerikansk film från 1991, skriven, regisserad och producerad av Joel och Ethan Coen.

## Handling
Filmen handlar om en lovande dramatiker (John Turturro) som kommer till Hollywood på 1940-talet för att skriva en brottningsfilm. Där lär han känna en berömd författare (John Mahoney) och dennes assistent (Judy Davis), men även en gåtfull gestalt, spelad av John Goodman, som får stor betydelse för berättelsen. Minnesvärd är också filmmogulen i Michael Lerners gestaltning. 

## Utmärkelser
Barton Fink fick pris i Cannes (bland annat Guldpalmen), men kan inte räknas till bröderna Coens största publikframgångar. Den innehåller många svårtolkade moment samt en del personporträtt som kräver viss kunskap om den aktuella tiden.

## Rollista (urval)
- John Turturro - Barton Fink
- John Goodman - Charlie Meadows
- Judy Davis - Audrey Taylor
- Michael Lerner - Jack Lipnick
- John Mahoney - W.P. Mayhew
- Tony Shalhoub - Ben Geisler
- Jon Polito - Lou Breeze
- Steve Buscemi - Chet